# ماریوس ابرس
ماریوس ابرس (انگلیسی: Marius Ebbers؛ زادهٔ ۴ ژانویهٔ ۱۹۷۸) ورزشکار فوتبال اهل آلمان است.
از باشگاه‌هایی که در آن بازی کرده‌است می‌توان به باشگاه فوتبال آلمانیا آخن، باشگاه فوتبال کلن، باشگاه فوتبال دویسبورگ، باشگاه فوتبال سن پائولی، و باشگاه فوتبال دویسبورگ اشاره کرد.

## یادکرد ویکی‌پدیا
- مشارکت‌کنندگان ویکی‌پدیا. «Marius Ebbers». در دانشنامهٔ ویکی‌پدیای انگلیسی، بازبینی‌شده در ۱۱ فوریه ۲۰۱۹.